# Phasmosomus
Tribu
Genre
Phasmosomus est un genre d'insectes hétéroptères (punaises) de la famille des Rhyparochromidae, le seul de la tribu monotypique des Phasmosomini. 

## Description
Ils sont de couleur brun jaune avec du brun rouge. Leur tête est un peu prognathe, avec des antennes très longues et des yeux éloignés du bord antérieur du pronotum. Les ocelles sont vestigiaux. Le pronotum présente un petit collet antérieur, et ses marges latérales sont légèrement carénées. Des latérotergites intermédiaires sont présents entre les tergites (segments dorsaux de l'abdomen) et le connexivum (segments dorsaux latéraux de l'abdomen). La suture entre les sternites (segments ventraux de l'abdomen) 4 et 5 est droite et atteint le bord du connexivum. Tous les stigmates abdominaux (ou spiracles) sont ventraux. Les pattes sont très longues. Les profémurs ont des épines et des spinules. Les juvéniles ont une suture sur l'abdomen dont les extrémités se séparent en « Y ». Leur longueur est de 6,5 à 9 mm,.

## Répartition et habitat
Ce genre est sud-paléarctique (de l'Égypte à l'Afghanistan).

## Biologie
Leur biologie n'est pas connue.

## Systématique
Le genre a été décrit par l'entomologiste russe Alexander Nikolaevich Kirichenko (d) en 1938. Celui-ci avait proposé alors une sous-famille séparée pour le contenir, les Phasmosominae. Dans sa révision des Rhyparochrominae de 1967, Merrill Henry Sweet (d) redéfinit celle-ci comme une tribu, les Phasmosomini. Le genre est révisé par Rauno E. Linnavuori en 1994, en lien avec Marmottiana (Ozophorini) avec lequel il a été parfois confondu. 
Deux espèces sont reconnues, mais selon Jean Péricart, il s'agit peut-être de formes d'une seule et même espèce, P. araxis étant brachyptère et P. priesneri macroptère.

### Étymologie
Phasmosomus signifie « à corps de phasme », de « phasm- » et de soma, en grec corps, du fait de ses longues pattes et antennes.  

### Liste d'espèces
Selon BioLib (8 janvier 2023) et Lygaeoidea Species Files :
- Phasmosomus araxis Kiritshenko, 1938
- Phasmosomus priesneri (Wagner, 1958)